# 총독부 (나치 독일)
총독부(독일어: Generalgouvernement 게네랄고우퍼네멘트[*], 폴란드어: Generalne Gubernatorstwo 게네랄네 구베르나토르츠보[*], 우크라이나어: Генеральна губернія)란 제2차 세계 대전 개전 때 나치 독일과 소련이 폴란드 제2공화국을 분할한 이후 옛 폴란드 및 우크라이나 지역에 설치한 행정기구이다. 폴란드 제2공화국은 세 조각으로 나뉘었는데, 가장 서쪽은 독일의 직할령으로 흡수되고, 가장 동쪽은 소련에게 흡수되고, 가운데 조각이 총독부가 되었다. 나치 독일이 점령지 행정을 위해 설치한 기구는 여럿 있지만, 다른 지역의 기구들은 모두 판무관이나 군정청 장교가 그 소임을 맡은 데 반해 수장이 "총독(Generalgouverneur)"이라는 직함을 사용하고 "총독부(Generalgouvernement)"라는 명칭을 사용한 기구는 폴란드 총독부가 유일하다.
총독부의 설치란 곧 폴란드 국가의 완전한 붕괴를 의미하는 것이라고 총통 히틀러가 1939년 10월 8일 일방적으로 선포했는데, 이를 소위 ‘폴란드 점령지 행정에 관한 부칙 법령’이라고 한다. 이 정책에 따라 독일 최고재판소는 전간기 폴란드에 살았던 독일계 폴란드인을 제외한 모든 폴란드 국민들을 무국적자로 규정하고, 오직 독일계 폴란드인만이 제3제국의 정당한 시민이 될 수 있다고 판단했다. 이는 국제법을 무시한 행위였다.
총독부의 관할지역이 독일 본국과 분리된 것은 병참을 목적으로 하는 독립 행정부서를 만들기 위함이었다. 이는 집어삼킨 것은 뭐든지 몽땅 흡수해 버리는 소련식 습성과는 좋은 대조가 된다. 독일 국방군이 1941년 6월 크레시의 소련군을 공격하면서 독소전쟁이 개전(바르바로사 작전)한 뒤, 1939년 폴란드 분할 당시 소련군이 점령했던 동부 폴란드까지 총독부 관할 지역이 되어 총독부는 확대되었다. 며칠 뒤 동갈리치아 지역이 가득차서 갈리치아 관구로 분리되었다. 폴란드 총독부는 1945년까지 폴란드 중부 및 남부 지역 대부분과 오늘날의 우크라이나 서부 지역을 점유했으며, 바르샤바, 크라쿠프, 르부프, 루블린, 테르노필, 스타니스와부프를 비롯한 폴란드의 주요 도시들이 이 관할지역 안에 포함되었다.
총독부 수뇌부는 전쟁 내내 폴란드인이나 우크라이나인과 권력을 나눠 가질 의사가 전혀 없었고, 그들의 정치 성향이 자신들에게 우호적이라 해도 마찬가지였다. 심지어 이들은 "폴란드(Polen)"라는 이름조차 사용하지 않았다. 총독부의 폴란드 발권은행(Emissionbank in Polen) 정도가 유일한 예외였다. 총독부의 사무 및 행정직원들은 전원이 독일인으로 이루어져 있었으며, 이들은 폴란드 땅에 독일 정착민을 식민하고 그 이외의 인구는 농노의 상태로 만들어 부려먹다가 최후의 제노사이드로 쓸어버릴 의도를 갖고 있었다.

## 명칭
1940년 7월까지 사용한 독일이 수립한 폴란드 지역 정권의 명칭은 점령 폴란드 영토 총독부(Generalgouvernement für die besetzten polnischen Gebiete)였다. 1940년 7월 31일 폴란드 총독 한스 프랑크가 이 명칭을 총독부(Gneralgouvernement)로 줄였다. 프랑스어를 따와 직역한 낱말은 Generalgouvernement로, 이는 영어로 General Governorate를 의미한다. 여기서 Gouvernement라는 단어의 옳은 번역어는 government가 아니라, 행정구역의 일종인 Governorate이다. 또한, 이 지역은 구어체로는 Restpolen(잔존 폴란드 영토)라고도 불렀다.
Generalgouvernement라는 단어를 사용한 사용한 또 다른 예로는, 제1차 세계 대전 시기 독일 제국이 폴란드 지역에 수립한 바르샤바 총독부이다. 이 지역은 1914년부터 1918년까지 오스트리아-헝가리 제국이 통치하는 루블린 군정, 1916년부터 1918년까지 존재했던 폴란드 섭정왕국과 같이 존재했는데, 이는 당시 러시아 제국 통치하의 폴란드 입헌왕국와 비슷한 형태의 정부였다.

## 역사

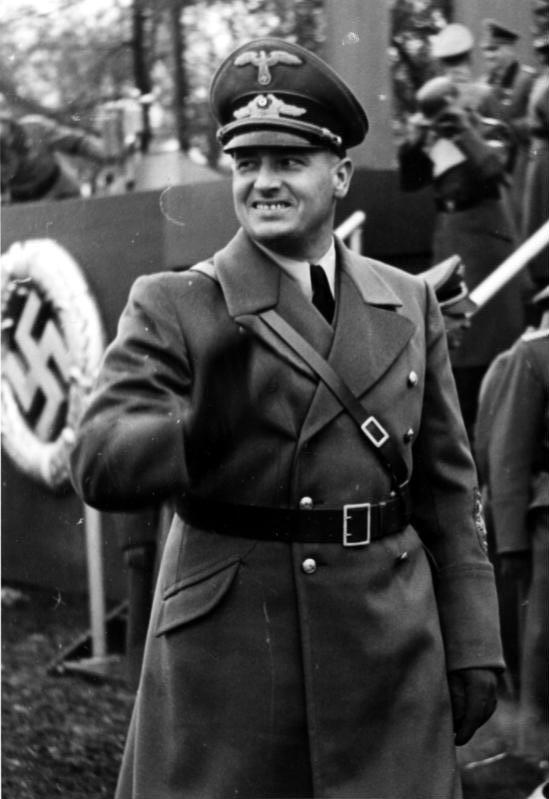
점령 폴란드 중앙지역의 대관구지휘자인 한스 프랑크.

독일이 폴란드를 침공한 이후 단치히 자유시를 포함한 독일 국방군이 장악한 폴란드 지역은 군정에 들어갔다. 이 영역은 1939년 독일 국경지역 및 동프로이센 지역부터 부크강을 잇는, 소련군과 비밀 협정을 맺어 분할하기로 한 지역까지 확대되었다.
1939년 8월 23일 서명한 독일-소련 불가침 조약에서는 비스와 강과 부크강 사이 광대한 지역을 분할 폴란드의 "소련 영향권"으로, 바르샤바는 두 국가의 공동통치령이 될 예정이였다. 처음 조약과의 차이를 보정하기 위해 독소 대표들이 9월 28일 만나 양국간 영구적 국경을 다시 정했다. 새로 맺어진 독소 국경 조약에 따라 원래 독일의 영향권이었던 리투아니아 지역은 소련으로 들어가는 대신, 폴란드인이 다수인 지역을 포함한 폴란드 중앙부 전체가 독일의 영향권에 속하게 되었다.

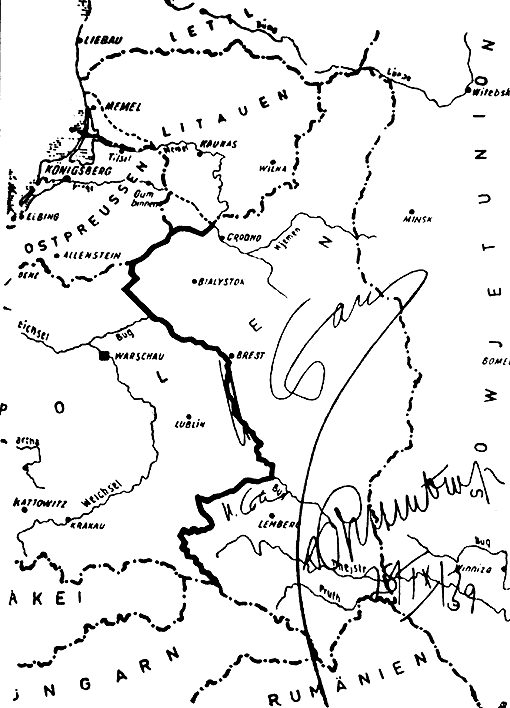
1939년 9월 28일, 이오시프 스탈린과 요아힘 폰 리벤트로프가 맺은 독소 국경 조약의 점령 폴란드 독소국경 그림.

히틀러는 독일 하에 들어가게 된 점령 폴란드 지역의 서부 대부분을 독일국으로 직접 합병하였다. 이는 레벤스라움의 확대를 목적으로 한 것이었다. 독일은 이 직접 합병한 서부 폴란드 지역 대부분을 단치히-서프로이센 국가대관구 및 바르텔란트 국가대관구라는 2개의 새로운 국가대관구 하의 행정구역으로 편입했다. 나머지 3개 지역, 이른바 지체나우, 상실레지아, 수바우키 삼각지역은 독일 본토의 인접한 대관구에 편입시켰다. 병합 영토의 빠른 독일화를 위해 RKF와 HTO 양측[a]이 드라코적 정책(Draconian measures)으로 이를 통치했고 그 결과 바르텔란트 지역을 중심으로 서부 폴란드 지역에서 대규모의 대량 강제 추방 사태가 발생했다. 구 폴란드의 나머지 지역은 독일 동부 국경 지역의 별도 행정구역인 독일 네벤렌트(Nebenland)에 편입되었다. 히틀러는 1939년 10월 12일 총통 명령을 통해 총독부를 수립할 것을 명했고, 이 명령은 1939년 10월 26일 발효하였다.
신설 총독부의 총독으로 한스 프랑크가 임명되었다. 구 폴란드 지역에서 독일 영토로 흡수합병된 지역과, 서양 국가와의 협상카드이자 노예노동자들의 거주지 역할을 할 수 있는 점령지의 잔존국 사이 독일의 통치는 극명하게 달랐다. 독일은 폴란드인 다수지역 사이 상호 교류를 막기 위해 두 지역 사이 경계를 폐쇄했다.
이 새로운 정부의 이름은 처음에는 Generalgouvernement für die besetzten polnischen Gebiete(점령 폴란드 지역 총독부)였으나 1940년 7월 31일 한스 프랑크의 명령으로 Generalgouvernement(총독부)로 바뀌었다. 하지만 이 이름은 행정부의 실제 속성을 의미와 일치한 것은 아니였다. 독일은 이 폴란드 지역을 폴란드 침공 기간 동안 폴란드 군정청 하에 있었던 짧은 기간을 빼고는 아에 점령된 영토로 치지조차 않았다. 나치 독일은 이 폴란드 영토를 폴란드 침공 이후 국가 자체가 사라졌으며 영토 또한 없는 것으로 간주했다.
총체적으로 보았을 때, 1939년 총독부 창설 이후 1944년 소련이 이 지역을 장악할 때까지 총독부 내에서 4백만명이 사망하였다. 폴란드 지하조직이 독일인 1명을 죽일 때, 독일 경찰은 다른 폴란드인에게 경고성 의미로 폴란드인 50-100명 가까이를 살해했다. 이 총독부는 1944년 소련이 폴란드로 진격하면서 붕괴되었다. 이 지역을 통치하던 한스 프랑크는 1945년 5월 미군에게 체포되어 뉘른베르크 재판의 피고인으로 넘겨졌다. 재판을 받는 동안 프랑크는 어린 시절 믿었던 카톨릭을 다시 믿기 시작했고 회개하기도 했다. 프랑크는 총 40건의 일기를 재판에 제출했으며 주변 사람으로부터 또 다른 많은 증거들이 넘겨졌다. 그는 전쟁범죄와 인도에 반한 죄로 유죄에 처해졌고 1946년 10월 1일 교수형에 쳐해졌다. 그의 유골은 10월 16일 처분되었다.

## 총독부 지역의 독일 정책
점령 기간 동안 바르샤바를 완전히 파괴한 후 새로운 독일의 도시를 세운다는 파스트 계획은 전쟁 전부터 계획되었다. 나중에는 게네랄플란 오스트 산하로 편입되었다. 1941년 3월 한스 프랑크는 히틀러가 "15-20년 내에 폴란드 지역을 순수한 독일인의 땅으로 바꾸겠다"고 결정했다고 부하들에게 알렸다. 프랑크는 "현재 1,200만명의 폴란드인이 살고 있는 이곳은 향후 독일인 5-6백만명이 사는 곳으로 바뀌어야 한다. 총독부는 라인란트처럼 완전한 독일이 되어야 한다"고 말했다. 히틀러와 프랑크는 여러 차례의 토의를 통해 1942년까지 "순수한 독일인의 거점"이라 불린 크라카우와 루블린 지역을 독일 식민화와 재정착을 처음으로 시작할 곳으로 정했다. 히틀러는 "이 두 약점 부위를 천천히 우리 것으로 강화하면 폴란드인을 몰아낼 수 있을 것이다"고 말했다. 점차 폴란드인 상류층과 중산층을 추방하거나 제거하며, 하류층은 농노 수준으로 묶어두어 줄이면서 우등인종인 독일인이 폴란드 지역을 완벽하게 독일로 바꾸기로 계획하였다.

## 같이 보기
- 나치 독일이 합병한 지역
- 나치 독일의 폴란드 병합 지역